# Shim Sham Shimmy
Shim Sham Shimmy é uma coreografia de sapateado muito famosa que tem algumas variações.
Alguns bailarinos dizem que um sapateador que se respeite deve saber essa coreografia, pois ela caracteriza a dança em todo o mundo. Foi criada para ser o "grand finalle" da turnê de shows das Whitman Sisters e hoje é dançada como o encerramento padrão de todos os festivais de sapateado no mundo inteiro. Os passos receberam influência de muitos movimentos do Lindy Hop, uma dança praticada nos bares dos Estados Unidos.
O Shim Sham foi idealizado e coreografado por Leonard Reed, que o apresentou ao mundo em 1927. Anos mais tarde, Willie Bryant acrescentou o movimento de ombros que fez a coreografia ser conhecida como Shim Sham Shimmy.
Junto a Jerry Kalef, foi criada uma música especial para se dançar o Shim Sham, a "The Shim Sham Song".
Hoje, Leonard Reed é falecido (05/04/2004), mas a sua contribuição ao mundo do sapateado está imortalizada através do Shim Sham Shimmy.

## Estrutura coreográfica
O Shim Sham é composto de quatro rotinas de quatro frases musicais na modalidade 4/4 (4 compassos de 4 tempos - uma frase com 32 tempos, 8 compassos ou "4 oitos"):
- 1ª rotina: Shim Sham 1 - é o Shim Sham originalmente criado, que recebeu uma adaptação em sua segunda frase, frase esta conhecida pelo nome de "Tackie Annie" ou "Tack-A-Nannie". Diz-se que havia uma Annie em um dos bares e que era marrenta e mal-encarada. Todos zombavam da Annie, imaginando como seria a reação dela se policiais chegassem à casa dela. Daí o movimento lateral da sequência, com braços e ombros característicos;
- 2ª rotina: Shim Sham Freeze - repete-se o mesmo Shim Sham anterior com a ausência dos breaks, onde o bailarino deve congelar seu corpo em uma pose de sua preferência. O último break é feito para dar emenda à terceira rotina;
- 3ª rotina: Shim Sham 2 - variação do Shim Sham 1, com algumas sequências mantidas de forma adaptada e outras completamente diferentes;
- 4ª rotina: A Revanche do (The Revenge of the) Shim Sham - combinação menos conhecida, inventada décadas depois (ainda por Leonard Reed), traz uma renovação ao espírito do tão tradicional Shim Sham e um desafio a todos os sapateadores, uma vez que se viram na obrigação de aprender essa nova rotina de sapateado.[8]